# Молодёжная деревня
Молодёжная деревня (ивр. כפר נוער‎) — израильское образовательное сообщество, как правило, на модели школы-интерната, в котором социальная среда основана на воспитании молодёжи и получении образования для самостоятельной жизни. Впервые такие сообщества были разработаны в процессе репатриации в Палестину в начале XX века в период второй и третьей алии, чтобы позаботиться о группах еврейских детей и подростков.

## История

### Первая попытка
В 1904 году Исраэль Белкинд, основатель организации «Билу», основал в рамках поселения Меир Шфея в районе Зихрон-Яакова образовательное учреждение. Оно было организовано для принятия сирот евреев, погибших во время Кишинёвского погрома. Учреждение было названо «молодёжной деревней» и получило имя «Кирьят-Сефер». Это была первая молодёжная деревня на территории современного Израиля.

## Список молодёжных деревень
| #  | Название                              | Год основания | Комментарии |
| -- | ------------------------------------- | ------------- | ----------- |
| 1  | Аданим                                |               |             |
| 2  | Ахава                                 |               |             |
| 3  | Алоней-Ицхак                          |               |             |
| 4  | Алума                                 |               |             |
| 5  | Аянот                                 |               |             |
| 6  | Бейт-Эпл                              |               | [ 2 ]       |
| 7  | Бен-Шемен                             | 1927          | [ 3 ]       |
| 8  | Эшель-ха-Наси                         |               |             |
| 9  | Гиват-Вашингтон                       |               |             |
| 10 | Хадаса-Неурим                         |               |             |
| 11 | Хадасим                               |               |             |
| 12 | Ха-кфар-ха-Ярок                       | 1950          |             |
| 13 | Ходайот                               | 1950          |             |
| 14 | Хават-ха-Ноар-ха-Циони                | 1949          |             |
| 15 | Канот                                 | 1952          |             |
| 16 | Кедма                                 | 1946          |             |
| 17 | Кфар-Батья                            |               |             |
| 18 | Кфар-ха-Ноар-ха-Дати (כפר הנוער הדתי) | 1937          |             |
| 19 |                                       |               |             |
| 20 | Кфар-Сильвер                          | 1957          |             |
| 21 | Кирьят-Йеарим (молодёжная деревня)    | 1952          |             |
| 22 | Магдиэль                              |               |             |
| 23 | Маноф                                 | 1980          | [ 4 ]       |
| 24 | Молодежная Деревня Меир Шфея          | 1923          |             |